# MC阿尔及尔
阿尔及尔莫罗迪亚俱乐部（法語：Mouloudia Club d'Alger，MC Algiers）是一家位于阿尔及利亚首都阿尔及尔的职业足球俱乐部，俱乐部创建于1921年。球队队色为红色和绿色。主体育场为7月5日体育场（Stade 5 Juillet 1962）。

## 球队荣誉
- 阿爾及利亞足球甲級聯賽:  9次

1972年，1975年，1976年，1978年，1979年，1999年，2010年，2024年，2025年
- 阿尔及利亚盃: 5次

1971年，1973年，1976年，1983年，2006年，2007年
- 非洲冠军联赛: 1次

1976年